# Adriano Martins
Adriano Martins (Manaos, Amazonas; 12 de junio de 1982) es un artista marcial mixto brasileño que actualmente compite en la división de peso ligero y peso wélter de Taura MMA. Competidor profesional desde 2004, ha competido en Ultimate Fighting Championship, Strikeforce, DREAM y Fight Nights Global. Hasta el momento es el único hombre en salir victorioso frente a Islam Makhachev, lo hizo por KO (puñetazo) en el primer round en el UFC 192, lo que le llevó al premio Actuación de la Noche.

## Primeros años
Originario de Manaos, Brasil, Martins comenzó a entrenar Judo en 1994, cargo que continuó hasta el año 2000, alcanzando el rango de cinturón marrón. Debido a su deseo de aprender las sumisiones, Martins comenzó a entrenar en Jiu-Jitsu Brasileño en 1999. Martins tuvo una exitosa carrera en Jiu-Jitsu brasileño, ganando varios títulos. En 2004, al necesitar mantener a su familia recién formada, Martins comenzó a practicar artes marciales mixtas.

## Carrera de artes marciales mixtas

### Strikeforce
Martins estaba programado para hacer su debut en Strikeforce contra Isaac Vallie-Flagg el 29 de septiembre de 2012 en Strikeforce: Melendez vs. Healy. Sin embargo, el evento fue cancelado debido a una lesión del cabeza de cartel Gilbert Meléndez.
Martins enfrentó a Jorge Gurgel el 12 de enero de 2013 en Strikeforce: Marquardt vs. Saffiedine. Ganó la pelea por decisión unánime.

### Ultimate Fighting Championship
Martins hizo su debut promocional contra Daron Cruickshank el 9 de noviembre de 2013 en UFC Fight Night: Belfort vs. Henderson 2. Ganó la pelea por sumisión  en el segundo asalto. La pelea lo hizo merecedor de su primer premio a la Sumisión de la Noche.
Martins enfrentó a Donald Cerrone el 25 de enero de 2014 en UFC on Fox 10. Perdió la pelea por nocaut en el primer asalto.
Como primera pelea de su nuevo contrato de cuatro peleas, Martins se enfrentó al recién llegado promocional Juan Puig el 6 de julio de 2014 en The Ultimate Fighter 19 Finale. Ganó la pelea por nocaut en el primer asalto, después de conectar un corto golpe de derecha en contra. El nocaut lo hizo merecedor de su primer premio a la  Actuación de la Noche.
Martins enfrentó a Rustam Khabilov el 22 de febrero de 2015 en UFC Fight Night 61. Ganó la pelea por decisión dividida.
Martins enfrentó a Islam Makhachev, en UFC 192 el 3 de octubre de 2015. Ganó la pelea por nocaut en el primer asalto. Esta pelea lo hizo merecedor de su segundo premio a la  Actuación de la Noche.
Martins enfrentó a Leonardo Santos el 8 de octubre de 2016 en UFC 204. Santos obtuvo una victoria por decisión dividida.
Martins se enfrentó a Kajan Johnson el 9 de septiembre de 2017 en UFC 215. Perdió la pelea por nocaut en el tercer asalto.
Martins fue liberado de UFC el 15 de noviembre de 2017.

## Vida personal
Adriano y su esposa Andrezza tienen una hija y un hijo.

## Campeonatos y logros
- Ultimate Fighting Championship
  - Sumisión de la Noche (una vez) vs. Daron Cruickshank[9]
  - Actuación de la Noche (dos veces) vs. Juan Puig y Islam Makhachev[16][13]
- Jungle Fight
  - Campeonato interino de peso ligero de Jungle Fight (dos veces)[25][26]
    - Una defensa exitosa del título[27]
- Win Fight & Entertainment
  - Campeonato de peso ligero WFE (una vez)[28]

## Récord en artes marciales mixtas
| Récord profesional | Récord profesional | Récord profesional |
| 42 peleas          | 29 victorias       | 12 derrota         |
| ------------------ | ------------------ | ------------------ |
| Nocaut             | 13                 | 3                  |
| Sumisión           | 3                  | 0                  |
| Decisión           | 13                 | 9                  |
| Sin resultado      | 1                  | 1                  |

| Resultado     | Récord    | Oponente              | Método                                    | Evento                                                | Fecha                    | Ronda | Tiempo | Localización            | Notas                                                       |
| ------------- | --------- | --------------------- | ----------------------------------------- | ----------------------------------------------------- | ------------------------ | ----- | ------ | ----------------------- | ----------------------------------------------------------- |
| Victoria      | 29–12 (1) | Donovan Desmae        | Decisión (dividida)                       | Kongs FC 2                                            | 30 de marzo de 2024      | 3     | 5:00   | Niort                   | Debut en peso wélter.                                       |
| Derrota       | 28–12 (1) | Carlos Silva          | Decisión (unánime)                        | Copa Norte de MMA 2021 Finals                         | 31 de julio de 2021      | 3     | 5:00   | Manaos                  |                                                             |
| Derrota       | 28–11 (1) | Kaynan Kruschewsky    | Decisión (unánime)                        | Future FC 10                                          | 6 de diciembre de 2019   | 3     | 5:00   | São Paulo               |                                                             |
| Sin resultado | 28–10 (1) | Adriano Rodrigues     | Sin resultado (piquete de ojo accidental) | Shooto Brasil 90                                      | 15 de marzo de 2019      | 1     | N/A    | Río de Janeiro          |                                                             |
| Derrota       | 28–10     | Alexandr Shabliy      | Decisión (unánime)                        | Fight Nights Global 87                                | 19 de mayo de 2018       | 3     | 5:00   | Rostov-on-Don           |                                                             |
| Derrota       | 28–9      | Kajan Johnson         | KO (puñetazo)                             | UFC 215                                               | 9 de septiembre de 2017  | 3     | 0:49   | Edmonton, Alberta       |                                                             |
| Derrota       | 28–8      | Leonardo Santos       | Decisión (dividida)                       | UFC 204                                               | 8 de octubre de 2016     | 3     | 5:00   | Manchester              |                                                             |
| Victoria      | 28–7      | Islam Makhachev       | KO (puñetazo)                             | UFC 192                                               | 3 de octubre de 2015     | 1     | 1:46   | Houston, Texas          | Actuación de la Noche.                                      |
| Victoria      | 27–7      | Rustam Khabilov       | Decisión (dividida)                       | UFC Fight Night: Bigfoot vs. Mir                      | 22 de febrero de 2015    | 3     | 5:00   | Porto Alegre            |                                                             |
| Victoria      | 26–7      | Juan Puig             | KO (puñetazo)                             | The Ultimate Fighter: Team Edgar vs. Team Penn Finale | 6 de julio de 2014       | 1     | 2:21   | Las Vegas, Nevada       | Actuación de la Noche.                                      |
| Derrota       | 25–7      | Donald Cerrone        | KO (patada a la cabeza)                   | UFC on Fox: Henderson vs. Thomson                     | 25 de enero de 2014      | 1     | 4:40   | Chicago, Illinois       |                                                             |
| Victoria      | 25–6      | Daron Cruickshank     | Sumisión (straight armbar)                | UFC Fight Night: Belfort vs. Henderson 2              | 9 de noviembre de 2013   | 2     | 2:49   | Goiânia                 | Sumisión de la Noche.                                       |
| Victoria      | 24–6      | Jorge Gurgel          | Decisión (unánime)                        | Strikeforce: Marquardt vs. Saffiedine                 | 12 de enero de 2013      | 3     | 5:00   | Oklahoma City, Oklahoma |                                                             |
| Victoria      | 23–6      | Jimmy Donahue         | TKO (golpes)                              | Jungle Fight 37                                       | 31 de marzo de 2012      | 1     | 1:02   | São Paulo               | Defendió el Campeonato de Peso Ligero de Jungle Fight       |
| Victoria      | 22–6      | Neilson Gomes         | TKO (golpes)                              | Jungle Fight 34                                       | 26 de noviembre de 2011  | 1     | 1:21   | Río de Janeiro          | Ganó el Campeonato Interino de Peso Ligero de Jungle Fight. |
| Victoria      | 21–6      | Marcio Castanheira    | Sumisión (guillotine choke)               | Mr. Cage 6                                            | 30 de septiembre de 2011 | 1     | N/A    | Manaos                  |                                                             |
| Victoria      | 20–6      | Diego Braga Alves     | Decisión (unánime)                        | WFE 10: Platinum                                      | 16 de septiembre de 2011 | 5     | 5:00   | Salvador                | Ganó el Campeonato de Peso Ligero de WFE.                   |
| Derrota       | 19–6      | Francisco Trinaldo    | Decisión (mayoritaria)                    | Jungle Fight 30                                       | 30 de julio de 2011      | 3     | 5:00   | Belém                   | Por el Campeonato de Peso Ligero de Jungle Fight            |
| Victoria      | 19–5      | Jamil Silveira        | TKO (golpes)                              | Mr. Cage 5                                            | 29 de abril de 2011      | 2     | 2:19   | Manaos                  |                                                             |
| Victoria      | 18–5      | Ronildo Augusto       | TKO (golpes)                              | Jungle Fight 27                                       | 21 de abril de 2011      | 1     | 2:54   | Brasília                | Ganó el Campeonato de Peso Ligero de Jungle Fight           |
| Victoria      | 17–5      | Nilson Assunção       | TKO (parada en la esquina)                | Jungle Fight 26                                       | 2 de abril de 2011       | 1     | N/A    | São Paulo               |                                                             |
| Victoria      | 16–5      | Ronys Torres          | Decisión (unánime)                        | Amazon Show Combat                                    | 9 de septiembre de 2010  | 3     | 5:00   | Manaos                  |                                                             |
| Victoria      | 15–5      | Pedro Irie            | Decisión (dividida)                       | MF 7: Rally Brazil                                    | 24 de julio de 2010      | 3     | 5:00   | Itatiba                 |                                                             |
| Victoria      | 14–5      | Dylan Clay            | Decisión (unánime)                        | VTC: Brazil vs. USA                                   | 6 de marzo de 2010       | 3     | 5:00   | Manaos                  |                                                             |
| Derrota       | 13–5      | Jamil Silveira        | Decisión (dividida)                       | Vision Fight                                          | 20 de diciembre de 2009  | 3     | 5:00   | Boa Vista               |                                                             |
| Victoria      | 13–4      | Daniel Trindade       | Decisión (unánime)                        | Roraima Show Fight 5                                  | 12 de julio de 2009      | 3     | 5:00   | Boa Vista               |                                                             |
| Victoria      | 12–4      | Luis Santos           | Decisión (dividida)                       | Hero's The Jungle 3                                   | 9 de mayo de 2009        | 3     | 5:00   | Manaos                  |                                                             |
| Derrota       | 11–4      | Keita Nakamura        | Decisión (dividida)                       | Dream 6                                               | 23 de septiembre de 2008 | 2     | 5:00   | Saitama                 |                                                             |
| Derrota       | 11–3      | Ronys Torres          | TKO (parada médica)                       | Hero's the Jungle 2                                   | 7 de abril de 2008       | 2     | N/A    | Manaos                  |                                                             |
| Victoria      | 11–2      | Diego Braga Alves     | Decisión (unánime)                        | Amazon Challenge 2                                    | 11 de marzo de 2008      | 3     | 5:00   | Manaos                  |                                                             |
| Victoria      | 10–2      | Michel Addario Bastos | TKO (golpes)                              | Hero's the Jungle                                     | 13 de octubre de 2007    | 1     | 4:24   | Manaos                  |                                                             |
| Victoria      | 9–2       | Julian Fabrin         | TKO (golpes)                              | Cassino Fight 4                                       | 15 de septiembre de 2007 | 3     | 1:19   | Manaos                  |                                                             |
| Victoria      | 8–2       | Luciano Azevedo       | Decisión (dividida)                       | Cassino Fight 3                                       | 21 de abril de 2007      | 3     | 5:00   | Manaos                  |                                                             |
| Victoria      | 7–2       | Steve Reyna           | Sumisión (rear-naked choke)               | Jungle Fight 6                                        | 29 de abril de 2006      | 2     | 0:35   | Manaos                  |                                                             |
| Victoria      | 6–2       | Daniel Trindade       | KO (rodilazo)                             | Roraima Kombat                                        | 8 de abril de 2006       | 2     | 3:01   | Boa Vista               |                                                             |
| Victoria      | 5–2       | Jorge Clay            | TKO (golpes)                              | Amazon Ultimate Fight                                 | 4 de junio de 2005       | 3     | 1:40   | Manaos                  |                                                             |
| Victoria      | 4–2       | Daniel Trindade       | KO (golpes)                               | Roraima Combat 1                                      | 8 de abril de 2005       | 2     | N/A    | Boa Vista               |                                                             |
| Derrota       | 3–2       | Gleison Tibau         | Decisión (unánime)                        | Amazônia Fight 1                                      | 20 de junio de 2005      | 3     | 5:00   | Manaos                  |                                                             |
| Derrota       | 3–1       | Boris Jonstomp        | Decisión                                  | Jungle Fight 2                                        | 15 de mayo de 2004       | 3     | 5:00   | Manaos                  |                                                             |
| Victoria      | 3–0       | Erick Cardoso         | Decisión (unánime)                        | Gladiator of the Jungle 1                             | 7 de marzo de 2004       | 1     | 10:00  | Manaos                  |                                                             |
| Victoria      | 2–0       | Robert Fonseca        | KO (golpes)                               | Gladiator of the Jungle 1                             | 7 de marzo de 2004       | 1     | 4:53   | Manaos                  |                                                             |
| Victoria      | 1–0       | Lucas Lopes           | Decisión (unánime)                        | Gladiator of the Jungle 1                             | 7 de marzo de 2004       | 1     | 10:00  | Manaos                  |                                                             |